# Cantone di Latour-de-France
Il Cantone di Latour-de-France era una divisione amministrativa dell'arrondissement di Perpignano.
È stato soppresso a seguito della riforma complessiva dei cantoni del 2014, che è entrata in vigore con le elezioni dipartimentali del 2015.
Comprendeva i comuni di:
- Bélesta
- Caramany
- Cassagnes
- Estagel
- Lansac
- Latour-de-France
- Montner
- Planèzes
- Rasiguères
- Tautavel